# Xã Volga, Quận Clayton, Iowa
Xã Volga (tiếng Anh: Volga Township) là một xã thuộc quận Clayton, tiểu bang Iowa, Hoa Kỳ. Năm 2010, dân số của xã này là 489 người.